# Státní znak Pruska

Státní znak Pruska, malý.

Státní znak Pruska tvoří černá orlice na bílém štítu. V letech 1701–1918 s královskou korunou, zlatou zbrojí a královským žezlem a jablkem . Jedná se tak o malý znak Pruska, až na insignie královské moci tj. koruna, jablko, žezlo a iniciály "FR" (Fridericus Rex = král Fridrich) byl znak téměř nezměněl používán po celou existenci pruského státu. Od roku 1947, kdy byl pruský stát oficiálně zrušen není znak používán.

## Historický vývoj znaku

Znak Pruského vévodství (1525–1700)

Prvním oficiální znakem pruska se černá orlice stala, když v roce 1525 velmistr Řádu německých rytířů Albrecht Braniborský (z rodu Hohenzollernů) sekularizovat území řádu a prohlásil se světským vévodou a pruské území vévodstvím. Jako znak přijal černou orlici na bílém štítu, kterou mohl díky povolení čísaře používat velmist Řádu německých rytířů, orlice ale na hrudi nesla štít s písmenem "S", které znamenalo Sigismund, česky Zikmund, tedy jméno polského krále, což vyjadřovalo lenní příslušnost Pruska.
Když zdědil pruské vévodství v roce 1618 braniborský kurfiřt, tak ho spojil s braniborskem do soustátí Braniborsko-Prusko, obě země si zachovaly vládu i symboly. Změnil se ale znak braniborského kurfiřta a pruského vévody, v němž pruská orlice zaujímala druhořadé místo.

### Znak pruského království
Když se v roce 1701 prohlásil pruský vévoda a braniborský kurfiřt Fridrich III. pruským králem Fridrichem I., dal nařídit změnu znaku Pruska (nyní království). Byla to největší změna v historii znaku. Samotná pruská orlice dostala královskou korunu, na hruď byly přidány iniciály "FR" (Fridericus Rex = král Fridrich). Nad štít byla posazena královská koruna (reálný vzhled), kolem štítu byl obtočen pruský Řád černé orlice a štít z boku podpírali 2 štítonoši tzv. bájní Heráklové neboli diví mužové (vyskytujíc se v keltské a germánské mytologii, také ve znaku Dánska, odtud inspirace). Takový znak byl tzv. malým znakem pruského království, dále nechal král Fridrich I. ustanovit velký znak, který měl barokní tvar a byl navíc položen na královský stan nad kterým byla další královská koruna. Inspiraci použít ve znaku královský plášť našel Fridrich I. ve znaku Francie a Dánska.
V roce 1709 došlo ke změně velkého znaku. Štít dostal zpět gotický tvar a do znaku byly přidány znaky některých dalších malých pruských území. Nad štítem se objevila helmice, na které byla umístěna královská koruna, kolem štítu byl obtočen Řád černé orlice, navíc štítonoši dostali do rukou každý po jedné korouhvi, pruské a braniborské. Nad celým královským pláštěm (stanem) byl prapor s pruskou orlicí. Pod stan byl umístěn podstavec, na kterém bylo heslo Gott mit uns („Bůh s námi“).
Syn Fridricha I., král Fridrich Vilém I., nechal znak rozšířit tak, že nechal pruské orlici ve všech znacích přidat královské žezlo a jablko, jako výraz královské moci. Za vlády jeho syna Fridricha II. byl velký znak Pruska opět rozšířen o znaky nově dobytých (či nárokovaných) území: Slezsko, Východní Frísko a Oranžské knížectví.
| Znak | Popis | Užíván    |
| ---- | --- | --------- |
|      | Malý znak Pruského království, s korunou, divými muži a Řádem černé orlice, malý znak se téměř již nezměnil | 1701–1790 |
|      | Velký znak Pruského království, s královským stanem (hermelínový plášť)                                     | 1701–1709 |
|      | Velký znak Pruského království, přidány znaky připojených území                                             | 1709–1873 |

Za vlády Fridricha Viléma III., který byl synem krále Fridricha Viléma II., byl ke znaku přidán braniborský Řád červené orlice. Do štítu byly přidány znaky zemí Vestfálsko, Dolní Sasko a Sasko.
Po prusko-rakouské válce v roce 1866, prusko-francouzské válce v letech 1870–1871 a vytvoření Německého císařství v roce 1871 byl nařízením krále Viléma I. opět velký a střední znak Pruska změněn. Do středního znaku byly přidány znaky dobytých území: Hohenzollernsko, Hanonoversko, Hesensko-Nasavsko, Šlesvicko a Holštýnsko. Od malého znaku se střední lišil tím, že obsahoval více znaků (a byl obtočen Řádem černé orlice). Malý znak byl také upraven, zbyl z něho jenom štít s orlicí, byli odstranění jak štítotoši, tak podstavec pod nimi a i královská koruna.
Velký znak byl rozšířen o tyto znaky (celkem 48 malých a 3 strdeční: Prusko, Braniborsko a Hohenzollernsko) a také přibyly další záslužné řády obtočené kolem štítu. Podle nejvýznamnějšího, od spodu nahoru: Řád černé orlice, Řád červené orlice, Královský hohenzollernský domácí řád a Řád pruské koruny. Motto Gott mit uns („Bůh s námi“) bylo přesunuto na kopuli stanu.
| Znak | Popis                                                                                  | Užíván    |
| ---- | -------------------------------------------------------------------------------------- | --------- |
|      | Malý znak Pruského království, již bez Řádu černé orlice, ale s král. žezlem a jablkem | 1790–1873 |
|      | Střední znak Pruského království (1873)                                                | 1873–1918 |
|      | Velký znak Pruského království, tento znak se do konce monarchie nezměnil              | 1873–1918 |

### Znak svobodného státu Prusko
V roce 1920 tj. 2 roky po svržení monarchie v Německu byl zaveden nový znak Pruska, resp. svobodného státu Prusko jak zněl nový oficiální název, vyjadřující poválečnou situaci. Prusko přišlo jak o území na západě a severu tak především na východě, proto byla nyní pruská orlice (zbavena královských reálií – koruny, žezla a jablka) zobrazena v „obranném postavení“.
Za nacistické éry byl orlici na hruď přidán hákový kříž, do jednoho pařátu meč a do druhého 2 blesky, nad orlicí bylo heslo Gott mit uns („Bůh s námi“).
| Znak | Popis                                                                                        | Užíván    |
| ---- | -------------------------------------------------------------------------------------------- | --------- |
|      | Znak Svobodného státu Prusko, je vidět ohrožená pozice orlice, odrážející ztráty části území | 1920–1947 |
|      | Znak Svoboného státu Prusko, za nacistické éry s nacistickými symboly                        | 1933–1945 |